# نست+أم
الاستكشافات الجديدة في العلوم والتكنولوجيا والرياضيات ، والمختصرة NEST + M ، هي مدرسة عامة تقع في الجانب الشرقي الأدنى من حي مانهاتن في مدينة نيويورك، نيويورك ، وتحت إشراف إدارة التعليم بمدينة نيويورك ، يخدم الصفوف من روضة الأطفال حتى الصف الثاني عشر (المدرسة العامة الوحيدة K-12 في مانهاتن).
تسجل المدرسة حصريًا أطفال K-3 المقيمين في مدينة نيويورك الذين سجلوا درجات ضمن النسبة المئوية 97 أو 98 أو 99 والصف السادس في النسبة المئوية 95 على مستوى البلاد في الاختبارات الموحدة التي تديرها إدارة التعليم بمدينة نيويورك لبرنامج الموهوبين والموهوبين. إنه واحد من خمسة برامج فقط على مستوى مدينة نيويورك حيث يمكن لطلاب المدارس الابتدائية أو المتوسطة المؤهلين من أي منطقة تعليمية في أي منطقة الالتحاق بها، وكذلك البرنامج الوحيد الذي يحتوي على منشأة مخصصة (البرامج الأربعة الأخرى تشارك المدارس مع طلاب التعليم العام ) والبرنامج الوحيد الذي يخدم الصفوف من K إلى 12.
يتقدم طلاب الصف التاسع والعاشر المحتملين من خلال عملية التقديم إلى المدرسة الثانوية بمدينة نيويورك بالإضافة إلى امتحان القبول. اعتبارًا من سبتمبر 2017 ، ألغى المدير مارك بيركويتز امتحان القبول NEST + m ونشر نموذج التقييم الجديد على موقع NEST + m.
في أبريل 2020 ، استقال المدير مارك بيركويتز ووافق على منصب مدير مدرسة بيلهام ميموريال الثانوية الواقعة في بيلهام، نيويورك. أصبح ميغان لينش المدير المؤقت بالوكالة في 1 يوليو 2020.

## خريج متميز
- هدسون يانغ [3] - ممثل
- إرين ساك [4] - مدرسة مهددة في 2015

## روابط خارجية
- NEST + m في NYCDOE
- الموقع الرسمي

قالب:Lower East Sideقالب:Education in Manhattan